# 콜라 시추공

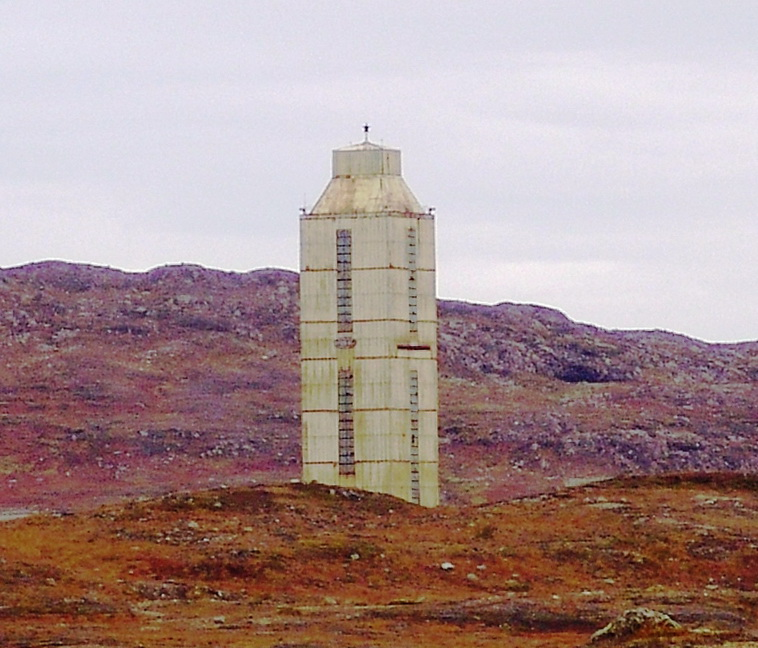
2007년의 콜라 초심층 시추공.

콜라 초심층 시추공(러시아어: Кольская сверхглубокая скважина)은 소련 콜라반도 무르만스크주 페첸스키구에서 진행된 과학 시추 프로젝트의 일환으로 굴착된 시추공이다. 이 프로젝트는 지구의 지각을 최대한 깊게 파보는 프로젝트였다. 1970년 5월 24일 굴착 장비인 Uralmash-4E를, 나중에는 Uralmash-15000 계열 장비를 이용하여 파내기 시작했다. 중앙 시추공을 원점으로 여러 시추공을 뚫는 방식이었는데, 가장 깊이 들어간 SG-3 구멍은 1989년 12,262m에 도달하여 현재까지 가장 깊이 들어간 구멍 중 하나로 계속 남아 있다.
순수 깊이만으로는 콜라 시추공이 지구상에서 가장 깊이 뚫린 구멍이다. 근 20년 동안에는 측정 깊이로도 세계에서 가장 깊은 시추공 중 하나였으나, 2008년 카타르에서 알샤헨 유정이 12,289m를 뚫고, 2011년 러시아의 사할린섬에서 사할린-I Odoptu OP-11 시추공이 12,345m 깊이의 구멍을 뚫으면서 이 기록은 깨지게 되었다.

## 시추

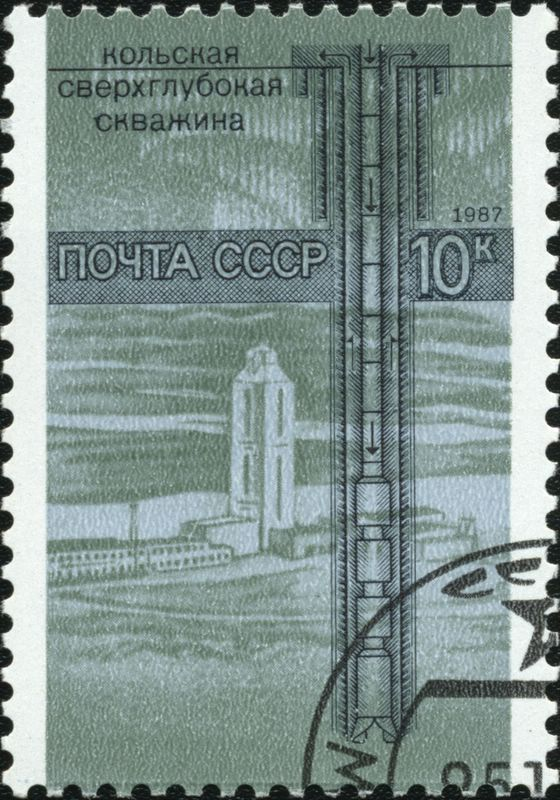
콜라 초심층 시추공을 기념한 1987년의 소련 우표.

주요 목표 깊이는 15,000m였다. 1979년 6월 6일, 당시까지 최고 깊이였던 미국 오클라호마주 워시토군 버샤 로저 구멍의 기록을 돌파했으며 1983년, 12,000m 지점을 통과하며 다수의 축하 방문 및 여러 연구로 시추가 1년간 중단되었다. 이후 1984년 9월 27일에는 시추 장비가 고장나면서 작업이 다시 한 번 중단되었다. 12,066m를 시추한 후에는 5,000m 지점의 드릴 스트링이 비틀려 끊어지고 구멍 안에 방치되었다. 이후 7,000m 지점에서 다시 시추를 시작했다.
1989년에는 12,262m에 도달했으며 1990년 말까지 13,500m, 1993년에는 15,000m에 도달할 것이라고 예측됐다. 그러나, 온도가 예상했던 100 °C보다 높은 180 °C에 달해 추가 시추가 불가능할 것으로 판단하고 1992년 중단되었다.

## 연구
콜라 시추공은 35km 깊이로 추정되는 페노스칸디아 대륙 지각의 3분의 1을 시추하여 가장 아랫부분의 바위는 25억년 나이의 시생누대 시기까지 도달했다. 이 프로젝트는 광범위한 지구물리학 연구에 사용되었다. 이 연구에서 언급된 영역은 페노스칸디아 지역의 심층 구조, 지구 지각의 지진학적 불연속면 및 열체제, 깊은 지각의 물리화학적 조성과 지각 상부에서 하부로의 전이 과정, 암석권의 지구물리학적 연구, 깊은 깊이의 지구물리학 연구 기술의 개발과 발전 등이 있었다.
과학자들에게 가장 매혹적이었던 연구 결과로는 지진파의 불연속(모호로비치치 불연속면)이 나타나는 7km 지점에서 암석 물성이 화강암에서 현무암으로 바뀌지 않는다는 것이었고, 불연속은 화강암의 변성암으로의 변이로 일어난다는 것이 밝혀졌다. 또한, 그 깊이에서 암석은 완전히 파쇄되었고 물로 엄청나게 포화된 상태였다. 지상에서의 물과 달리 이 물은 깊은 지각의 광물로부터 왔으며 불투과성 암석층 때문에 표면까지 올라올 수 없었다.
또 다른 예기치 않은 발견은 대량의 수소 발견이었다. 시추공에서 흘러나온 진흙은 수소로 끓어오르는 모습이었다고 전해진다.

## 상태

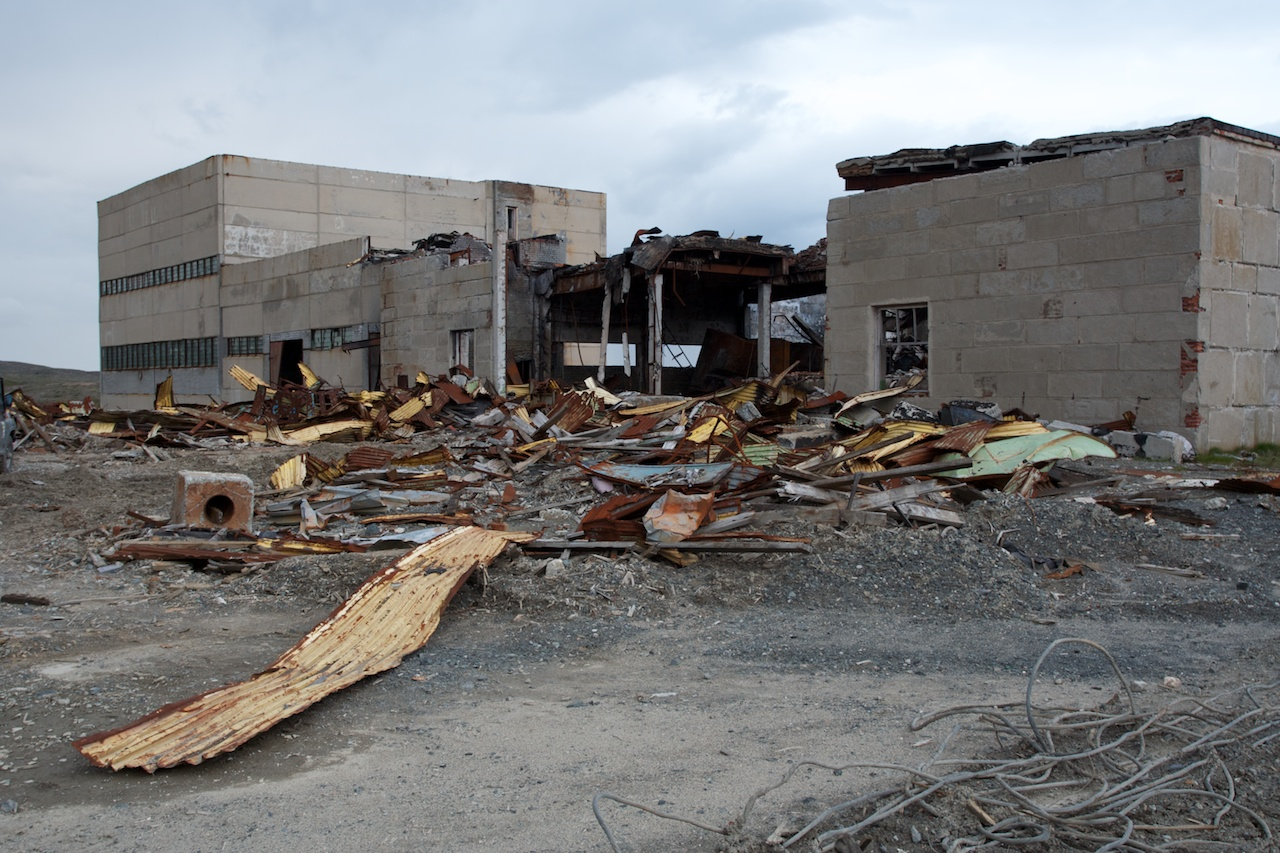
2012년의 시추공 부지의 모습.

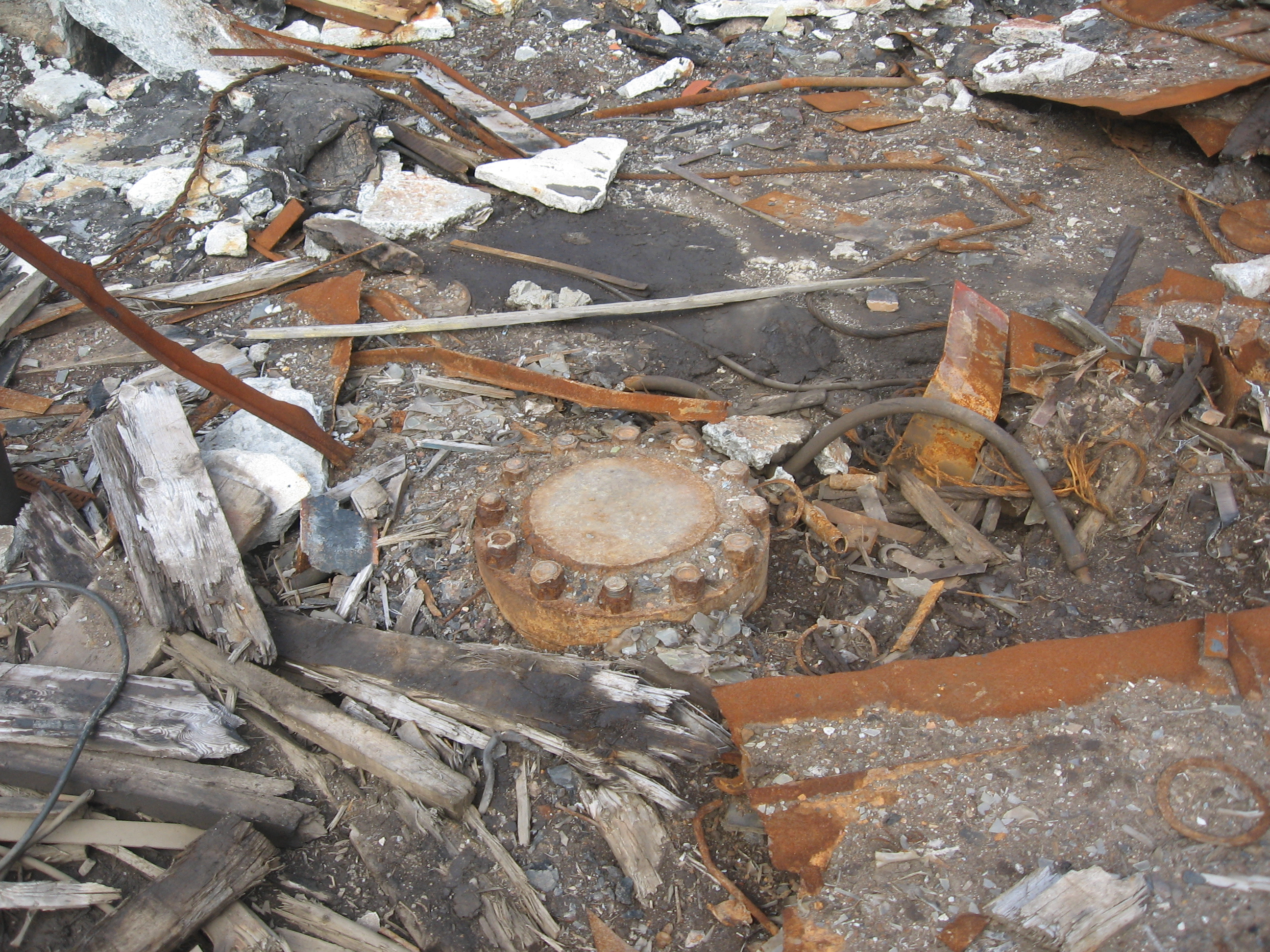
용접된 시추공의 모습 (2012년 8월).

재정난으로 인해 2005년 폐쇄되었다. 모든 시추 및 연구 장비는 폐기되었고, 2008년 이후로는 방치되었다.

## 비슷한 프로젝트
- 미국은 1957년 모홀 프로젝트라는 이름의 멕시코 지역의 태평양 연안에서 얕은 지각을 관통한다는 계획을 시작했다. 그러나, 시추 초기에 이 프로젝트는 자금난으로 1966년 폐기되었다. 이 실패는 이후 심해굴착계획, 해양 굴착 계획, 현재의 통합 해양 굴착 프로그램의 성공으로 이어지게 되는 계기가 되었다.
- 바이에른주 북부 빈디셰스셰첸베흐(Windischeschenbach)의 KTB 초깊이 시추공(독일 대륙 초깊이 시추 프로그램, 1990년~1994년)은 9,101m까지 파내려가고 그 곳에서 260 °C 온도에 도달했다. 이 야심찬 측정 프로그램에는 KTB 시추공을 위해 특별히 업그레이드한 고온 측정 장비를 이용했다.[11]

## 기록
콜라 시추공은 1989년 이후로 거의 20년 동안 가장 길고 가장 깊은 시추공이었다. 그러나 2008년 5월 카타르 알샤헨 유정의 BD-04A 시추공이 36일만에 총 깊이 12,289m, 횡축 이동 10,092m를 달성하며 가장 긴 시추공 기록을 갱신했다.
2011년 1월 28일, 사할린-I 프로젝트를 진행하는 엑슨 네프트가스가 사할린섬에서 Odopu OP-11 시추공으로 알샤헨 시추공을 뛰어넘어 기록을 다시 갱신했다. Odoptu OP-11 시추공은 총 깊이 12,345m, 횡축 이동 11,475m이며 60일만에 완공되었다.
지표면 기준 가장 깊은 깊이를 판 시추공으로는 콜라 시추공이 아직 지위를 유지하고 있다.

## 같이 보기
- 지큐 - 2012년 이후로 최대 깊이 해저 시추 기록을 달성한 해양 시추선
- 모호로비치치 불연속면

## 참고 문헌
- Fuchs, K.; Kozlovsky, E.A., Krivtsov, A.I., and Zoback, M.D. (1990년). 《Super-Deep Continental Drilling and Deep Geophysical Sounding》. Berlin: Springer Verlag. 436쪽. ISBN 978-0-387-51609-7.
- Kozlovsky, Ye.A (1987년). 《The Superdeep Well of the Kola Peninsula》. Berlin: Springer Verlag. 558쪽. ISBN 978-3-540-16416-6.